# 朱塞佩·貝盧斯奇
朱塞佩·貝盧斯奇（義大利語：Giuseppe Bellusci，1989年8月21日—），是一名意大利的職業足球運動員，司職中後衛，現效力於意乙球會阿斯科利。